# Ліма (регіон)
Ліма (ісп. Lima, кеч. Lima suyu) — один з 25 регіонів (за колишнім адміністративно-територіальним поділом — департамент) Перу. Площа регіону становить 32137 км². Населення за даними на 2007 рік: 839 469 чоловік; середня щільність населення: 26,12 чол./км². Адміністративний центр — місто Уачо.

## Географія
Розташований в західно-центральній частині країни. Межує з регіонами: Анкаш (на півночі), Уануко (на північному заході), Паско і Хунін (на сході), Уанкавеліка (на південному сході) і Іка (на півдні), а також з провінцією Ліма (на заході). На заході омивається водами Тихого океану.

## Адміністративний поділ

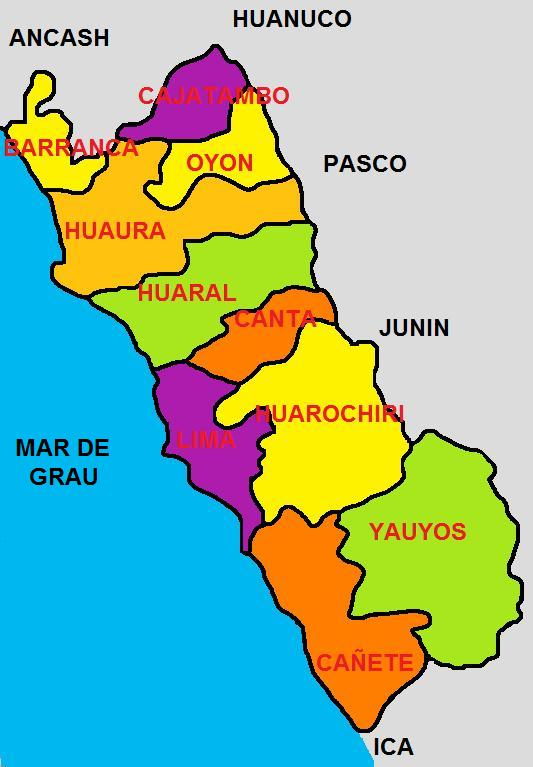
Провінції регіону Ліма.

В адміністративному відношенні регіон ділиться 10 провінцій, які у свою чергу поділяються на 128 районів (округів). Провінції включають:
| №  | Провінція             | Адміністративний центр                         |
| -- | --------------------- | ---------------------------------------------- |
| 1  | Барранка (Barranca)   | Барранка (Barranca)                            |
| 2  | Кахатамбо (Cajatambo) | Кахатамбо (Cajatambo)                          |
| 3  | Каньєте (Cañete)      | Сан-Вісенте-де-Каньєте (San Vicente de Cañete) |
| 4  | Канта (Canta)         | Канта (Canta)                                  |
| 5  | Уараль (Huaral)       | Уараль (Huaral)                                |
| 6  | Уарочірі (Huarochirí) | Матукана (Matucana)                            |
| 7  | Уаура (Huaura)        | Уачо (Huacho)                                  |
| 8  | Ойон (Oyón)           | Ойон (Oyón)                                    |
| 9  | Яуйос (Yauyos)        | Яуйос (Yauyos)                                 |
| 10 | Ліма (Lima)           | Ліма (Lima)                                    |

| Перу | Це незавершена стаття з географії Перу. Ви можете допомогти проєкту, виправивши або дописавши її. |